# Koninklijke Hollandsche Maatschappij der Wetenschappen

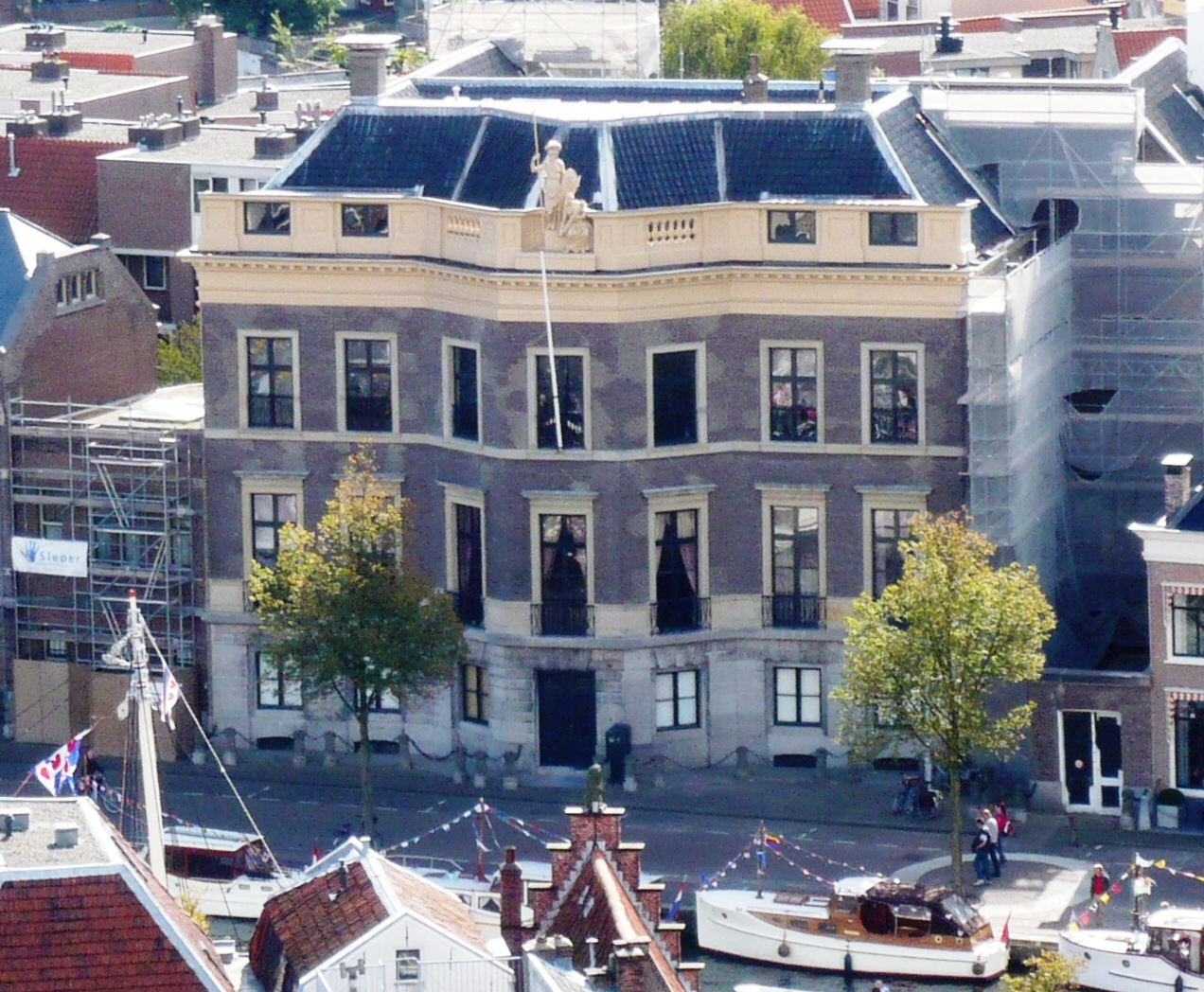
Hodshon Huis, zetel van de Maatschappij aan het Spaarne

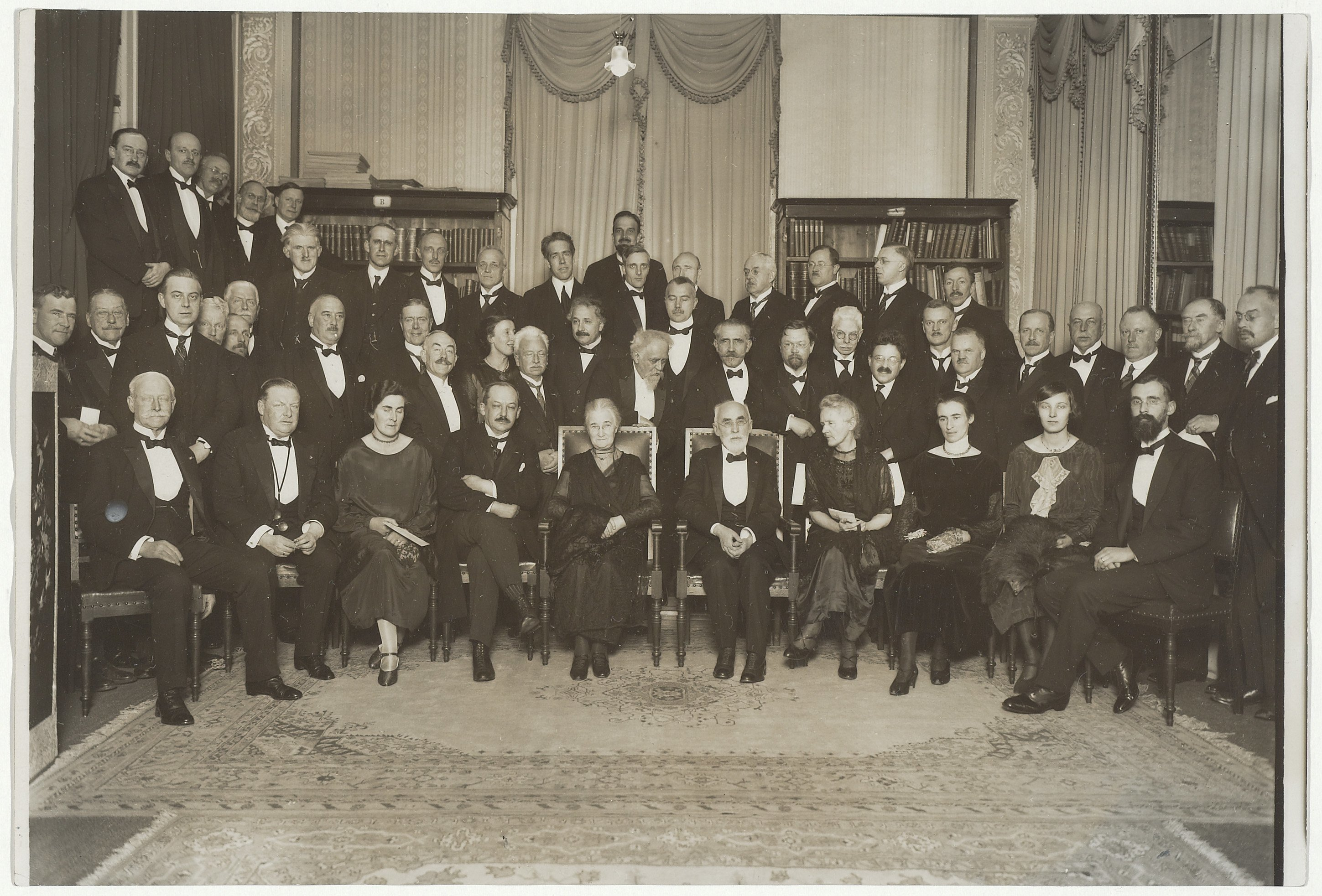
Huldiging van Professor Hendrik Lorentz bij de Hollandse Maatschappij der Wetenschappen in 1925, met als aanwezigen onder meer Marie Curie, Pieter Zeeman en Albert Einstein

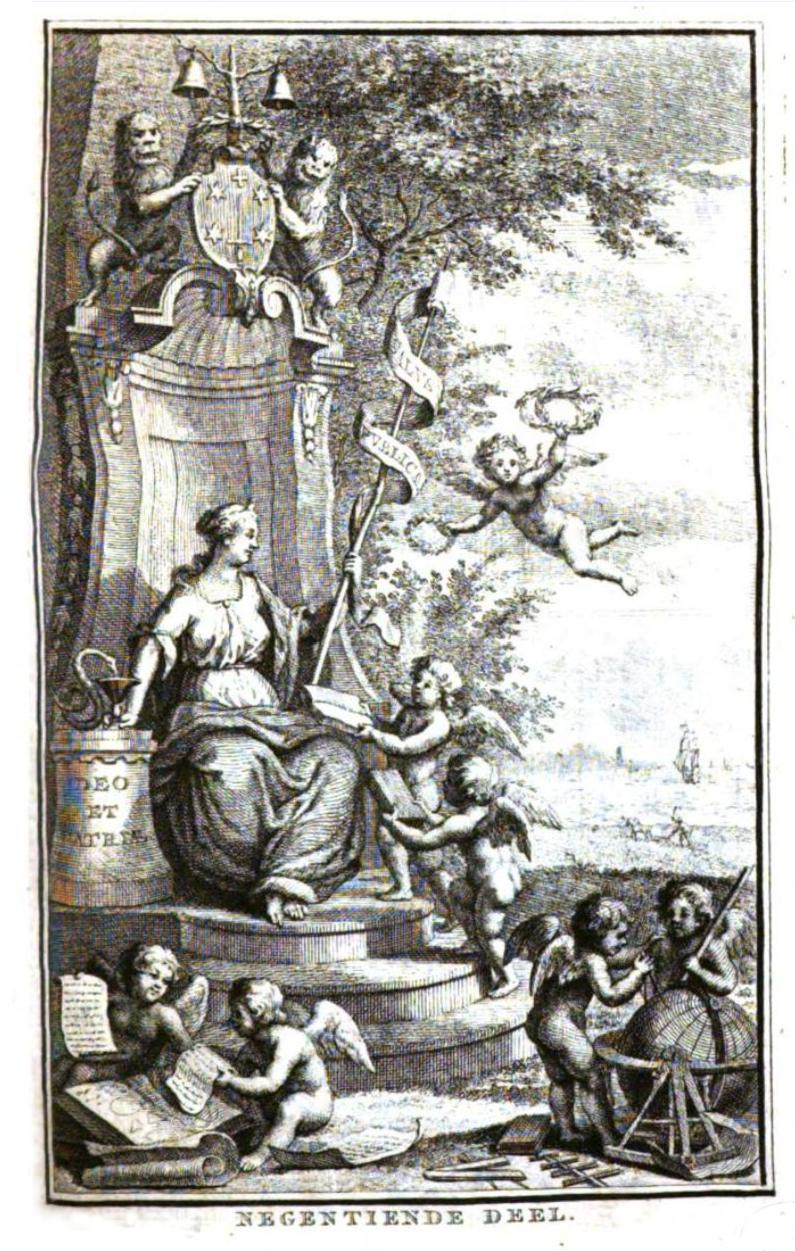
Illustratie uit Verhandelingen van de Hollandsche Maatschappij der Wetenschappen uit 1779.

De Koninklijke Hollandsche Maatschappij der Wetenschappen (KHMW) is een wetenschappelijk genootschap opgericht in 1752 te Haarlem. De KHMW zetelt sinds 1841 in het Hodshon Huis aan het Spaarne in Haarlem. De KHMW is een besloten vereniging met ca. 1000 leden. De KHMW kent zowel wetenschappelijke leden als maatschappelijke leden; deze laatsten werden tot en met 2023 'directeuren' genoemd. Nieuwe leden worden voorgedragen door zittende leden; de voordrachten worden beoordeeld door verschillende benoemingscommissies. Linda Hovius is sinds mei 2024 voorzitter van de KHMW. Koning Willem-Alexander is beschermheer. 

## Geschiedenis
De vereniging werd als Hollandsche Maatschappij der Wetenschappen opgericht op 21 mei 1752 en is daarmee het oudste wetenschappelijk genootschap in Nederland. De maatschappij werd opgericht door onder meer de Haarlemse burgemeester Arent de Raet, die tevens de eerste voorzitter was, en de Lutherse predikant Van der Aa, de eerste secretaris. 
De Hollandsche Maatschappij heeft vrijwel vanaf het begin een goede band gehad met het Huis Oranje-Nassau. In 1754 werd de toen zesjarige erfstadhouder, prins Willem V, benoemd tot protector van de Maatschappij. In 1806 werd besloten om ook koning Lodewijk Napoleon het protectoraat aan te bieden. Deze nam het verzoek niet alleen aan; hij veranderde ook maar meteen de naam van de Maatschappij in 'Koninklyke Maatschappij van Kunsten en Wetenschappen' en benoemde zichzelf als 'perpetueel President'. Dat was meer dan de leden voor ogen hadden gehad. Overigens zou de koning geen enkele vergadering van de Maatschappij bijwonen. Toen Lodewijk Napoleon in 1810 teruggeroepen werd naar Frankrijk en zijn broer, Napoleon Bonaparte het bewind over het koninkrijk Holland overnam, is geen poging gedaan de keizer ook het protectoraat aan te bieden. Nadat de Fransen zich in 1813 hadden teruggetrokken werd het protectoraat onmiddellijk weer aan prins Willem Frederik, de latere koning Willem I, aangeboden. Sindsdien zou er bijna onafgebroken een lid van het Huis van Oranje-Nassau als protector van de Maatschappij dienen. Na de dood van Willem III in 1890 hoopte men dat de jonge koningin Wilhelmina het protectoraat op zich zou nemen, maar dat vond koningin-regentes Emma niet raadzaam. In 1902 werd het protectoraat, ter gelegenheid van het 150-jarig bestaan van de Maatschappij, aan Wilhelmina's echtgenoot prins Hendrik aangeboden. Na Hendriks dood in 1937 zou prins Bernhard deze rol bij zijn schoonvader overnemen. In 2002, bij het 250-jarig bestaan van de Hollandsche Maatschappij der Wetenschappen, werd het predicaat Koninklijk verleend. In 2006, enkele tijd na het overlijden van prins Bernhard in 2004, aanvaardde de toenmalige Prins van Oranje, de latere koning Willem-Alexander, het protectoraat. 
Nadat de Universiteit van Leiden had bedongen dat de Maatschappij geen colleges mocht geven te Haarlem en de publicaties alleen in het Nederlands mochten verschijnen, om te voorkomen dat ze een concurrent zou zijn voor Leiden, werd de Maatschappij in 1761 goedgekeurd, en werd het octrooi verleend.
In 1777 werd de "Oeconomische Tak" opgericht met als doel het bevorderen van de economie. Door succes werd deze tak in 1797 verzelfstandigd, en ging zij verder onder de naam Nederlandse Maatschappij voor Nijverheid en Handel.

## Fondsen en stichtingen
De KHMW beschikt over een renderend vermogen waaruit zij haar activiteiten kan financieren. Bepaalde prijzen en activiteiten worden (mede) mogelijk gemaakt door sponsors.
Anno 2024 beheert de KHMW drie zelfstandige stichtingen: de Stichting Jan Brouwer Fonds, de Dr. Saal van Zwanenberg Stichting en de Stichting Eizenga-Van Oosten Fonds. Daarnaast beheert de KHMW zes Fondsen op Naam: het Pieter Langerhuizen Lambertuszoon Fonds, het Dr. W.J.E. Voet Fonds, het Van der Knaap Fonds, het Mr. J.C. Baak Fonds, het Wim Drees Fonds en het Schouhamer Immink Fonds. 

## Uitgaven
In de beginjaren van haar bestaan deed de Maatschappij enkele wetenschappelijke tijdschriften verschijnen, zoals de "Verhandelingen van de Hollandsche Maatschappij der Wetenschappen" en "Natuurkundige Verhandelingen", maar toen er een grote verscheidenheid aan vakbladen verscheen in het Nederlands is zij overgestapt op het subsidiëren van die vakbladen in plaats van het zelf uitgeven ervan. Vandaag de dag geeft de Maatschappij zo nu en dan nog een publicatie uit zoals Oeuvres complètes de Christiaan Huygens, en sinds 1946 de Haarlemse Voordrachten.

## Prijzen
Daarnaast is de Maatschappij vooral ook beroemd geworden om het uitschrijven van diverse prijsvragen. Tussen 1753 en 1917 zijn 1206 prijsvragen uitgeschreven betreffende diverse wetenschappelijke vraagstukken. Ook hiervan is de Maatschappij op een gegeven moment afgestapt.
Anno 2024 reikt de Maatschappij 137 prijzen uit, zowel gericht op scholieren, studenten en promovendi als gevestigde wetenschappers. Voorbeelden zijn de KHMW Profielwerkstukprijzen, de KHMW Jan Brouwer Scriptieprijzen, de KHMW Jong Talent Prijzen, de KHMW Proefschriftprijs Interdisciplinariteit, de KHMW Langerhuizen Oeuvreprijs en de KHMW Van der Aa Oeuvreprijs. Bijzondere prijzen in het prijzenpakket van de KHMW zijn de Irispenning voor wetenschapscommunicatie, de Brouwer Vertrouwensprijs en de Mercator Sapiens Stimulus.

## Kabinet en bibliotheek
Zoals in die tijd gebruikelijk was bij wetenschappelijke genootschappen, bezat de Maatschappij ook een eigen 'Kabinet van Naturaliën' en een eigen bibliotheek. Het naturaliënkabinet, waarin collecties van enkele verzamelaars waren opgenomen, was vanaf 1759 opgengesteld voor publiek, en had onder andere een populariserende functie. Doordat in de loop van de negentiende eeuw de musea in opkomst kwamen, en de functie van het kabinet verloren ging, werd in 1866 besloten om het op te doeken.
De bibliotheek diende vooral voor het verzamelen van wetenschappelijke literatuur. Vroeger was het veel moeilijker voor geleerden om toegang te vinden tot de benodigde literatuur. Aan de universiteit werd nog nauwelijks gedoceerd in bepaalde wetenschapsgebieden; zo werden de natuurwetenschappen lange tijd niet zelfstandig gedoceerd, maar waren zij ondergebracht bij bijvoorbeeld filosofie en geneeskunde. Naarmate het universitaire klimaat verbeterde verwaterde de functie van de Bibliotheek van de Maatschappij, en de bibliotheek werd in 1946 dan ook samengevoegd met die van het Teylers Museum, dat tegenover het Hodshon Huis ligt en een nauwe band heeft met de Maatschappij.
Het archief van de Koninklijke Hollandsche Maatschappij der Wetenschappen wordt bewaard bij het Noord-Hollands Archief in Haarlem.

## Samenwerking met Nationale Denktank
Sinds 2007 kent de maatschappij een intensieve samenwerking met de Nationale Denktank, aanvankelijk onder de naam "De Jonge Maatschappij". De alumni van de Nationale DenkTank worden betrokken bij de activiteiten van de Maatschappij en omgekeerd worden de leden van de Maatschappij betrokken bij de activiteiten van de Nationale DenkTank.

## Voorzitters vanaf 1752
1752-1787 Roulerend jaarvoorzitterschap:
- Mr. A. de Raet (6x)
- Mr. P. van Schuylenburch (3x)
- Mr. C.A. van Sypesteyn (15x)
- Mr. A. Slicher (4x)
- Mr. J. Huygens (2x)
- Mr. J.F. Parvé (3x)
- A. Kuits (1x)

1787-1809 J.G. Decker
1809-1816 Mr. D.J. Canter Camerling
1817-1837 Mr. J.P. van Wickevoort Crommelin
1837-1851 Jhr. W.Ph. Barnaart van Bergen
1851-1856 Jhr. mr. J.P. Teding van Berkhout
1856-1867 Jhr. L.J. Quarles van Ufford
1867-1873 Mr. F.W. baron van Styrum
1874-1886 Jhr. G.F. van Tets
1886-1897 Jhr. mr. J.W.M. Schorer
1897-1913 Mr. G. van Tienhoven
1914-1915 Mr. F.W. van Leeuwen
1915-1940 Mr. dr. A. baron Röell
1940-1966 Dr. J.E. baron de Vos van Steenwijk
1966-1978 Jhr. mr. C.C. van Valkenburg
1978-1985 Dr. mr. L. de Gou
1985-1997 Mr. Leonard de Gou
1985-1997 Mr. M. Enschedé
1997-2008 Ir. M.C. van Veen
2008-2016 Prof. dr. A.H.G. Rinnooy Kan
2016-2024 Prof. dr. L.J. Gunning-Schepers
2024-heden Drs. A.P.H.M. Hovius MBA

## Wetenschappelijk secretarissen vanaf 1752
1752-1793 C.C.H. van der Aa
1794-1837 Dr. M. van Marum
1838-1864 Prof. dr. J.G.S. van Breda
1864-1885 Prof. dr. E.H. von Baumhauer
1885-1909 Prof. dr. J. Bosscha jr.
1909-1919 Dr. J.P. Lotsy
1920-1928 Prof. dr. H.A. Lorentz
1928-1939 Prof. dr. A.F. Holleman
1939-1958 Dr. J.A. Bierens de Haan
1958-1969 Prof. dr. ir. R.J. Forbes
1969-1988 Prof. dr. A. Quispel, vanaf 1986 voor de natuurwetenschappen
1986-2004 Prof. dr. D.M. Schenkeveld, geestes- en maatschappijwetenschappen
1988-2004 Prof. dr. A.A. Verrijn Stuart, natuurwetenschappen
2004-2018 Prof. mr. A. Soeteman, geestes- en maatschappijwetenschappen
2004-2015 Prof. dr. G. van Dijk, natuurwetenschappen
2018-2023 Prof. dr. R.B. Andeweg, geestes- en maatschappijwetenschappen
2015-heden Prof. dr. A.P. IJzerman, natuur- en medische wetenschappen
2023-heden Prof. dr. W.B. Drees, secretaris geestes- en maatschappijwetenschappen

## Ereleden
Z.K.H. Prins Hendrik der Nederlanden (1927)
Prof. dr. A.F. Holleman (1939)
Dr. J.E. baron de Vos van Steenwijk (1966)
Jhr. F.J.E. van Lennep (1974)
Jhr. mr. C.C. van Valkenburg (1978)
Dr. mr. L. de Gou (1985)
Jhr. mr. B.W.F. van Riemsdijk (1992)
Mr. M. Enschedé (1997)
G.W. baron van der Feltz (2007)
Ir. M.C. van Veen (2008)
Prof. dr. A.H.G. Rinnooy Kan (2016)
Prof. dr. L.J. Gunning-Schepers (2024)
Mr. R.J. graaf Schimmelpenninck (2024)

## Bron
- J.A. Bierens de Haan, De Hollandsche Maatschappij der Wetenschappen, 1752-1952. Haarlem: [z.n.], 1952.
- Robert Forbes (1963). "De geleerde genootschappen in ons land". In: Natuur en Techniek, 31e jaargang, no 11, blz. 380-384.
- Verslag van de Algemene Vergadering van de Koninklijke Hollandsche Maatschappij der Wetenschappen te Haarlem op 28 mei 2005. [Interne uitgave KHMW, 2005.]
- Verslag van de Algemene Vergadering van de Koninklijke Hollandsche Maatschappij der Wetenschappen te Haarlem op 20 mei 2006. [Interne uitgave KHMW, 2006.]
- Jaarverslag 2023. Haarlem: Koninklijke Hollandsche Maatschappij der Wetenschappen, 2024.